# Liste der denkmalgeschützten Objekte in Pfaffenhofen (Tirol)
Die Liste der denkmalgeschützten Objekte in Pfaffenhofen enthält die 8 denkmalgeschützten, unbeweglichen Objekte der österreichischen Gemeinde Pfaffenhofen.

## Denkmäler
| Foto |                 | Denkmal                                                                                              | Standort                                       | Beschreibung | Metadaten |
| ---- | --------------- | --- | ---------------------------------------------- | --- | --- |
| BW   | Datei hochladen | Aue-Kapelle, Kranewitter-Kapelle HERIS-ID: 61987 Objekt-ID: 74484 TKK: 69752                         | westlich Aue 126 Standort KG: Pfaffenhofen     | Die neugotische offene Wegkapelle mit tonnengewölbtem Altarraum, kreuzgewölbtem, auf Pfeilern ruhendem Vorraum und hölzernem Vorbau wurde im 19. Jahrhundert errichtet. | BDA-Hist.: Q38098309 Status: Bescheid Stand der BDA-Liste: 2025-06-30 Name: Aue-Kapelle, Kranewitter-Kapelle GstNr.: .155                                                                   |
| ja   | Datei hochladen | Kath. Pfarrkirche Mariä Himmelfahrt und Friedhof HERIS-ID: 58917 Objekt-ID: 69802 TKK: 19537, 69740  | neben Dorfplatz 13 Standort KG: Pfaffenhofen   | Über einer frühchristlichen Kirche wurde im 14./15. Jahrhundert ein spätgotischer Bau errichtet, der im 18. Jahrhundert barockisiert wurde. 1860/1863 wurde die Kirche nach Plänen von August Essenwein und Josef von Stadl erweitert und regotisiert. Der einschiffige Bau mit steilem Satteldach, zweijochigem Chor und dreiseitigem Chorschluss weist am Langhaus und Chor eine gotische Gliederung in Form von Dreikantlisenen und einem umlaufenden Kaffgesims auf. Die Westfassade zeigt einen steilen, im Ansatz abgetreppten Fassadengiebel und ein spitzbogig gekehltes Portal. An der Sakristei befindet sich ein Wandbild Auferstehung Christi und Jüngstes Gericht von Leopold Puellacher von 1826. Das Innere ist mit Pilastern gegliedert und weist im Langhaus eine durch Gurtbögen gegliederte Stichkappentonne, im Chor ein Sternrippengewölbe mit spätgotischer Wand- und Rankenmalerei auf. | BDA-Hist.: Q38085185 Status: § 2a Stand der BDA-Liste: 2025-06-30 Name: Kath. Pfarrkirche Mariä Himmelfahrt und Friedhof GstNr.: .26, 100/2, .44 Pfarrkirche Mariä Himmelfahrt Pfaffenhofen |
| ja   | Datei hochladen | Hofkapelle Hörtenberg HERIS-ID: 67325 Objekt-ID: 80276 TKK: 69753                                    | bei Hörtenberg 1 Standort KG: Pfaffenhofen     | Die Kapelle beim ehemaligen Maierhof der Burg Hörtenberg wurde 1866 im neuromanischen Stil errichtet. Der einjochige gemauerte Bau hat einen geraden Chorschluss, einen Glockengiebel und eine Vorhalle auf Holzstützen. An den Traufseiten befinden sich Rundbogenfenster mit Glasfenstern mit Evangelistendarstellungen aus der Erbauungszeit. Der Innenraum ist mit einer hölzernen Decke, im Chor mit einem Tonnengewölbe versehen. | BDA-Hist.: Q38116366 Status: Bescheid Stand der BDA-Liste: 2025-06-30 Name: Hofkapelle Hörtenberg GstNr.: 703/4                                                                             |
| ja   | Datei hochladen | Burgruine Hörtenberg HERIS-ID: 105351 Objekt-ID: 122329 TKK: 69749                                   | südlich Hörtenberg 1 Standort KG: Pfaffenhofen | Die Burg auf einer Anhöhe über dem Ort wurde 1239 erstmals erwähnt. Meinhard II. erwarb 1281 die Burg und 1286 die Grafschaft Hörtenberg mit den dazugehörigen Rechten und Besitzungen. Die Burg wurde in der Folge an Pfleger und als Pfand vergeben. 1706 wurde die Burg großteils zerstört, als ein einschlagender Blitz den dort lagernden Pulvervorrat entzündete. Erhalten ist der mit einem Dach versehene fünfgeschoßige Bergfried aus Bruchsteinmauerwerk sowie Reste einer Ringmauer und weitläufiger Zwingeranlagen. | BDA-Hist.: Q16054782 Status: § 2a Stand der BDA-Liste: 2025-06-30 Name: Burgruine Hörtenberg GstNr.: 703/2 Burgruine Hörtenberg                                                             |
| ja   | Datei hochladen | Prähistorische Siedlung bei Hörtenberg HERIS-ID: 46388 Objekt-ID: 48303 TKK:                         | bei Hörtenberg Standort KG: Pfaffenhofen       | Bereits im 19. Jahrhundert wurden unterhalb der Burgruine Hörternberg Funde gemacht, die auf einen Brandopferplatz hindeuteten. Seit den 1960er Jahren wurde systematisch die größte eisenzeitliche Siedlung Nordtirols freigelegt, die mindestens 500 Jahre lang von der Späthallstattzeit bis in die Römische Kaiserzeit bewohnt war. | BDA-Hist.: Q38021074 Status: Bescheid Stand der BDA-Liste: 2025-06-30 Name: Prähistorische Siedlung bei Hörtenberg GstNr.: 655                                                              |
| ja   | Datei hochladen | Kloster Arme Schulschwestern, ehem. Zechschlössl HERIS-ID: 55763 Objekt-ID: 64599 TKK: 69746, 121102 | Klosterweg 41 Standort KG: Pfaffenhofen        | Die Klosteranlage wurde 1865 erbaut, dabei wurde der vermutlich im 13. Jahrhundert errichtete Turm zu Pfaffenhofen, ein zur Burg Hörtenberg gehörender Wohnturm, im Inneren einbezogen. Der langgestreckte, das Ortsbild dominierende Bau wurde im 20. Jahrhundert mehrmals durch Zu- und Umbauten verändert. Im Osten schließt die neuromanische Klosterkirche an. Über der Eingangspforte befindet sich ein Sandsteinrelief der Schutzmantelmadonna von 1963. | BDA-Hist.: Q38067766 Status: § 2a Stand der BDA-Liste: 2025-06-30 Name: Kloster Arme Schulschwestern, ehem. Zechschlössl GstNr.: .76                                                        |
| ja   | Datei hochladen | Klosterkirche HERIS-ID: 55764 Objekt-ID: 64600 TKK: 69747                                            | bei Klosterweg 41 Standort KG: Pfaffenhofen    | Die neuromanische, heute profanierte und leerstehende Klosterkirche wurde 1869 vollendet. An das dreijochige Langhaus schließen eine eingezogene Rundapsis und im Norden ein niedriger quadratischer Turm mit kurzem Giebelspitzhelm an. Das Innere weist eine aufgebogene Holzkassettendecke mit stilisierter Rankenmalerei und ein Apsismosaik nach frühchristlichen und byzantinischen Vorbildern auf, das nach einem Entwurf von Luigi Solerti von Albert Neuhauser um 1880 angefertigt wurde. | BDA-Hist.: Q38067781 Status: § 2a Stand der BDA-Liste: 2025-06-30 Name: Klosterkirche GstNr.: .76                                                                                           |
| ja   | Datei hochladen | Widum mit Mauer HERIS-ID: 105347 Objekt-ID: 122325 TKK: 19539                                        | Salzstraße 68 Standort KG: Pfaffenhofen        | Das mächtige, zweigeschoßige Pfarrhaus am östlichen Ortsausgang wurde nach 1785 errichtet. Das teilweise von einer Mauer umgebene Gebäude weist ein Walmdach mit Glockentürmchen auf. Die Fassade ist mit gemalten Architekturelementen an den Gebäudekanten und Maueröffnungen gegliedert. | BDA-Hist.: Q37805201 Status: § 2a Stand der BDA-Liste: 2025-06-30 Name: Widum mit Mauer GstNr.: .42, 92                                                                                     |